# Parafia św. Feliksa z Kantalicjo w Warszawie
Parafia św. Świętego Feliksa z Kantalicjo – parafia rzymskokatolicka w Marysinie Wawerskim w Warszawie, należąca do dekanatu rembertowskiego diecezji warszawsko-praskiej. Obsługiwana przez księży diecezjalnych.

## Historia
Parafia została erygowana w 1958. 

### Kościół parafialny
Decyzję o budowie kościoła według projektu Zygmunta Gawlika podjęto w 1927, a 29 sierpnia 1929 kard. Aleksander Kakowski dokonał wmurowania kamienia węgielnego. Świątynia została wzniesiona w latach 1928–1935 jako kościół klasztorny felicjanek. W 1935 dokonano poświęcenia kościoła. Wyodrębnienie działki wraz z kościołem z terenu zakonu i przekazanie na własność parafii nastąpiło na mocy aktu notarialnego 10 listopada 2006.
15 września 1939 Adolf Hitler z dominującej nad okolicą kościelnej wieży obserwował broniącą się Warszawę.
W listopadzie 1944 kościół ucierpiał podczas niemieckiego ostrzału artyleryjskiego. Ponieważ wieża kościelna była doskonałym punktem orientacyjnym dla nieprzyjaciela, 28 listopada 1944 r. polscy saperzy, na prośbę sióstr, wysadzili ją w powietrze. W 2007 rozpoczęto rekonstrukcję głównej wieży kościoła, którą ukończono 12 marca 2008.